# Penthema formosanum
Penthema formosanum är en fjärilsart som beskrevs av Rothschild 1898. Penthema formosanum ingår i släktet Penthema och familjen praktfjärilar. Inga underarter finns listade i Catalogue of Life.

## Bildgalleri

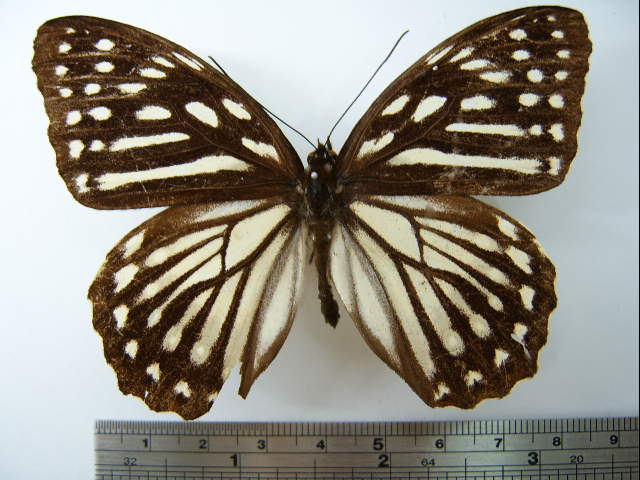